# MARCH5
MARCH5 (англ. Membrane associated ring-CH-type finger 5) – білок, який кодується однойменним геном, розташованим у людей на короткому плечі 10-ї хромосоми. Довжина поліпептидного ланцюга білка становить 278 амінокислот, а молекулярна маса — 31 232.
| 10         |  | 20         |  | 30         |  | 40         |  | 50         |
| ---------- |  | ---------- |  | ---------- |  | ---------- |  | ---------- |
| MPDQALQQML |  | DRSCWVCFAT |  | DEDDRTAEWV |  | RPCRCRGSTK |  | WVHQACLQRW |
| VDEKQRGNST |  | ARVACPQCNA |  | EYLIVFPKLG |  | PVVYVLDLAD |  | RLISKACPFA |
| AAGIMVGSIY |  | WTAVTYGAVT |  | VMQVVGHKEG |  | LDVMERADPL |  | FLLIGLPTIP |
| VMLILGKMIR |  | WEDYVLRLWR |  | KYSNKLQILN |  | SIFPGIGCPV |  | PRIPAEANPL |
| ADHVSATRIL |  | CGALVFPTIA |  | TIVGKLMFSS |  | VNSNLQRTIL |  | GGIAFVAIKG |
| AFKVYFKQQQ |  | YLRQAHRKIL |  | NYPEQEEA   |  |            |  |            |

A: Аланін

C: Цистеїн

D: Аспарагінова кислота

E: Глутамінова кислота

F: Фенілаланін

G: Гліцин

H: Гістидин

I: Ізолейцин

K: Лізин

L: Лейцин

M: Метіонін

N: Аспарагін

P: Пролін

Q: Глутамін

R: Аргінін

S: Серин

T: Треонін

V: Валін

W: Триптофан

Кодований геном білок за функцією належить до трансфераз. 
Задіяний у такому біологічному процесі, як убіквітинування білків. 
Білок має сайт для зв'язування з іонами металів, іоном цинку. 
Локалізований у мембрані, мітохондрії, ендоплазматичному ретикулумі, зовнішній мембрані мітохондрій.